# Alejandro Botta
Alejandro F. Botta (n. 1963) es un biblista argentino, especialista en los textos arameos de la comunidad judía de Elefantina.

## Biografía
Alejandro Botta estudió en los años 1980 en la Facultad de Filosofía y Letras de la Universidad de Buenos Aires, bajo la dirección de la egiptóloga Alicia Daneri, y en el Instituto Superior Evangélico de Estudios Teológicos (ISEDET-Buenos Aires). Bajo sugerencia de Daneri, comenzó a estudiar los textos arameos de Elefantina. Luego realizó estudios de posgrado en la Universidad de Würzburg, Alemania y luego su doctorado en la Universidad Hebrea de Jerusalén, Israel, bajo el Profesor Bezalel Porten, experto en los textos de Elefantina y los ostraca idumeos.
Botta es un especialista en estudios bíblicos, cuyos temas de investigación abordan la exégesis bíblica, la literatura profética, y la interpretación de la Biblia desde una perspectiva hispanoamericana. Su especialidad es el estudio de los papiros arameos del período persa encontrados en Elefantina, Egipto, especialmente los textos legales de la comunidad judía que vivía allí. Desde 2007 se desempeña como Profesor Asociado de Biblia Hebrea en la Universidad de Boston, Estados Unidos. Trabajó en el Demotic Dictionary Project (CDD) del Oriental Institute de la Universidad de Chicago. Es miembro del comité editorial de la revista especializada  Antiguo Oriente.

## Publicaciones
Libros
- The Aramaic and Egyptian Legal Traditions at Elephantine: An Egyptological Approach. Library of Second Temple Studies 64 (London, New York: T&T Clark, 2009).

- Los Doce Profetas Menores (Minneapolis: Fortress Press, 2006).

- Cultura Material, Evolución Demográfica y Cambio Político en Palestina durante la Dominación Egipcia. Serie Estudios 4, Programa de  Estudios de Egiptología, CONICET, Argentina (Buenos Aires: PREDE, 1992).

Volumenes editados
- Introducción al Pentateuco en perspectiva latinoamericana. Editado con Ahida Pilarski. (Estella: Verbo Divino, 2014).

- In the Shadow of Bezalel: Aramaic, Biblical, and Ancient Near Eastern Studies in Honor of Bezalel Porten (Leiden: Brill, 2013).

- The Bible and the Hermeneutics of Liberation, con Pablo Andiñach (eds.). Semeia Studies 59 (Atlanta, GA: Society of Biblical Literature, 2009).